# Сборная Хорватии по хоккею с шайбой
Сборная Хорватии по хоккею с шайбой представляет Хорватию на международных турнирах по хоккею с шайбой. Управляется Хорватской федерацией хоккея. Создана в 1991. Участник матчей второго дивизиона чемпионата мира. На данный момент занимает 32-е место в мировом хоккейном рейтинге.

## Турнирные достижения команды

### Чемпионаты мира
- 1993  – Закончили на 35-м месте (не попали в Класс «С»)
- 1994  – Закончили на 31-м месте (4 место в Классе «С2»)
- 1995  – Закончили на 30-м месте (8 место в Классе «С2»)
- 1996  – Закончили на 28-м месте (8 место в Классе «С»)
- 1997  – Закончили на 29-м месте (1 место в Классе «D»)
- 1998  – Закончили на 29-м месте (5 место в Классе «С»)
- 1999  – Закончили на 29-м месте (5 место в Классе «С»)
- 2000  – Закончили на 27-м месте (3 место в Классе «С»)
- 2001  – Закончили на 24-м месте (4 место в «Ι Дивизионе»)
- 2002  – Закончили на 26-м месте (5 место в «Ι Дивизионе»)
- 2003  – Закончили на 27-м месте (6 место в «Ι Дивизионе»)
- 2004  – Закончили на 32-м месте (2 место в «ΙІ Дивизионе»)
- 2005  – Закончили на 29-м месте (1 место в «ΙІ Дивизионе»)
- 2006  – Закончили на 27-м месте (2 место в «ΙІ Дивизионе»)
- 2007  – Закончили на 29-м месте (1 место в «ΙІ Дивизионе»)
- 2008  – Закончили на 25-м месте (5 место в «Ι Дивизионе»)
- 2009  – Закончили на 26-м месте (5 место в «Ι Дивизионе»)
- 2010  – Закончили на 28-м месте (6 место в «Ι Дивизионе»)
- 2011  – Закончили на 31-м месте (2 место в «ΙІ Дивизионе»)
- 2012  – Закончили на 31-м месте (3 место в «ΙІ Дивизионе» Группа «А»)
- 2013  – Закончили на 29-м месте (1 место в «ΙІ Дивизионе» Группа «А»)
- 2014 – Закончили на 24-м месте (2 место в «Ι Дивизионе» Группа «В»)
- 2015 – Закончили на 26-м месте (4 место в «Ι Дивизионе» Группа «В»)
- 2016 – Закончили на 26-м месте (4 место в «Ι Дивизионе» Группа «В»)
- 2017 – Закончили на 27-м месте (5 место в «Ι Дивизионе» Группа «В»)

### Олимпийские игры
- 1992 - не участвовала
- 1994 - не участвовала
- 1998 – Закончили на 32-м месте (Проигрыш на первом этапе)
- 2002 - не участвовала
- 2006 – Закончили на 28-м месте (4 место на первом этапе - 3-я группа)
- 2014 – Закончили на 25-м месте (3 место в Пре-квалификации - Группа «С»)
- 2014 – Закончили на 29-м месте (4 место в Пре-квалификации - Группа «G»)
- 2018 – Закончили на 25-м месте (3 место в Пре-квалификации - Группа «J»)